# Зыбин, Станислав Фёдорович
Станисла́в Фёдорович Зы́бин (30 марта 1941, Манглиси, Грузинская ССР, СССР — 10 марта 2013, Санкт-Петербург, Россия) — советский и российский юрист, политический, государственный и общественный деятель. С 1997 года — ректор и президент Санкт-Петербургской юридической академии. Доктор юридических наук, доктор исторических наук, профессор, специалист по безопасности человека, правовой безопасности, истории. Со 2 ноября 2005 года по 31 марта 2011 года — судья Уставного суда Санкт-Петербурга.
Академик РАЕН, Международной академии экологии, безопасности человека и природы, Петровской академии наук и искусств, Российской инженерной академии, Международной академии информатизации, заслуженный деятель науки Российской Федерации (1992).
На протяжении многих лет служил во внутренних войсках МВД России. Генерал-майор внутренней службы. Командовал войсковой группой миротворческой миссии в Закавказье. В 1992—1997 — начальник Санкт-Петербургского юридического института МВД России. Занимался также политической деятельностью: с 1994 по 2005 год — депутат Законодательного собрания СПб.

## Биография

### Образование
Станислав Фёдорович Зыбин родился 30 марта 1941 года в Грузинской ССР в семье военнослужащего. В 1969 году окончил Высшее командное училище МВД СССР имени С. М. Кирова в городе Орджоникидзе (ныне Владикавказ). В 1970—1973 — обучался в аспирантуре Ташкентского государственного университета. Под руководством профессора Л. В. Гентшке защитил кандидатскую диссертацию по теме: «Воспитание военнослужащих на традициях рабочего класса» (кандидат юридических наук).
В 1982 году защитил диссертацию на соискание ученой степени доктора юридических наук. Тема — «Партийное руководство органами внутренних дел». В 1997 — диссертацию «Кадровое обеспечение деятельности органов внутренних дел (историко-правовой и теоретико-правовой анализ)» (на степень доктора исторических наук).

### Служба и преподавание в военно-учебных заведениях
В течение 15 лет — с 1958 по 1973 год — служил в войсках МВД СССР. Начинал в должности командира взвода. С 1973 — на преподавательской деятельности Высшего политического училища МВД СССР. Затем — начальник кафедры и заместитель начальника училища.
С 1988 по 1989 год руководил войсковой группировкой миротворческой миссии в Закавказье. Имеет звание генерал-майора внутренней службы МВД России.
С 1989 по 1996 — начальник Санкт-Петербургского юридического института МВД России. Заслуженный работник МВД СССР. Почетный сотрудник МВД.

### Научная деятельность
В 1997 году стал основателем частной Санкт-Петербургской юридической академии. С тех пор и до своей смерти в 2013 году был её ректором и президентом. Доктор исторических наук, доктор юридических наук, профессор. Заслуженный деятель науки Российской Федерации (1992).
Сферу его научных интересов составлли проблемы истории Отечества; организационно-правовые вопросы обеспечения безопасности человека, общества и государства; правовые вопросы инженерной деятельности; разработка новых технологических методов по обеспечению безопасности человека.
Зыбиным опубликовано более 150 научных работ, из них 10 монографий. Он также автор ряда изобретений. Наиболее значимыми являются следующие монографии: «Индивидуально-воспитательная работа с сотрудниками органов внутренних дел (теоретико-правовые основы)» (СПб., 1994); «Аппараты по работе с личным составом в органах внутренних дел Российской Федерации (историко-правовой аспект)» (СПб.,1996); «Организационно-правовые проблемы обеспечения безопасности человека, общества и государства (генезис, состояние, решение)» (СПб.,1997); «Правовые основы кадрового обеспечения деятельности органов внутренних дел Российской Федерации» (СПб., 1997).
С. Ф. Зыбин обстоятельно исследовал историко-правовые и теоретико-правовые проблемы кадровой и воспитательной работы с личным составом органов внутренних дел; структуру современных аппаратов по работе с личным составом и их роль в осуществлении кадровой политики в органах внутренних дел Российской Федерации; провел комплексный анализ организационно-правовых проблем обеспечения безопасности человека, общества и государства.
Академик РАЕН, Международной академии экологии, безопасности человека и природы, Петровской академии наук и искусств, Российской инженерной академии, Международной академии информатизации.

### Смерть
Станислав Федорович Зыбин скончался после продолжительной болезни 10 марта 2013 года. 30 марта ему бы исполнилось 72 года.
Гражданская панихида прошла с 9 до 11 часов 12 марта 2013 года в Санкт-Петербургском университете МВД России, похороны состоялись в 14:00 на новом Бабигонском кладбище в городе Старый Петергоф.

## Политическая и государственная деятельность

### Депутат Законодательного собрания
В 1990 году был избран депутатом Ленсовета. В 1994 году по избирательному округу № 27 (Дачное) был избран в Законодательное собрание Санкт-Петербурга. В ЗАКСе примкнул к центристской фракции «Мариинская», возглавляемой С. М. Мироновым. Эта депутатская группа поддерживала курс мэра города А. А. Собчака. В 1996 году после избрания главой города В. А. Яковлева группа «Мариинская» оказалась в оппозиции. Зыбин пытался помешать вынесению на референдум вопроса о досрочном прекращении полномочий Законодательного собрания. Тем не менее, в 1997 году Законодательное собрание города было распущено.
На выборах 1998 года Зыбин вновь прошел в парламент Петербурга по округу № 27. Зыбин оказался в прогубернаторской группировке (фракция «Союз»), что было определено его дружбой с бизнесменом А. Эбралидзе, который поддерживал курс В. А. Яковлева.
Осенью 2002 года в третий раз был избран депутатом ЗакСобрания. Первоначально, Зыбин и его товарищи по фракции «Единый город» бойкотировали заседания, выступая против деятельности депутатского большинства, поддерживавших полпреда в СЗФО В. И. Матвиенко. Впрочем, уже в 2003 году заявил о том, что заседания скоро возобновятся. Стоял у истоков Партии жизни.

### В Уставном суде
В 2005 году депутатские полномочия Зыбина были досрочно прекращены в связи с избранием его судьей Уставного суда Санкт-Петербурга.
С 31 марта 2011 года его полномочия судьи Уставного суда СПб были прекращены в связи с достижением им предельного возраста, установленного для этой должности.

### Прочие должности
С. Ф. Зыбин являлся членом Экспертного совета Счётной палаты Российской Федерации, членом правления Ассоциации юристов Санкт-Петербурга и Ленинградской области, являлся другом С. В. Степашина.

### Звания и награды
- Действительный государственный советник Санкт-Петербурга 1 класса
- Почетный житель Красносельского района[5]
- Орден Красной Звезды
- Заслуженный деятель науки Российской Федерации (26 декабря 1994) — за заслуги в научной деятельности
- 20 различных медалей